# Pidonia determinata
Pidonia determinata là một loài bọ cánh cứng trong họ Cerambycidae.